# 천연 변성 단백질

SUMO-1 단백질(PDB:1a5r)의 입체구조적 유연성

천연 변성 단백질(天然變性蛋白質, 영어: intrinsically disordered protein, IDP)은 분자생물학에서 일반적으로 다른 단백질이나 RNA와 같은 거대분자 상호작용 파트너가 없는 고정되거나 정렬된 3차원 구조가 결여된 단백질이다. 천연 변성 단백질은 완전히 구조화되지 않은 것부터 부분적으로 구조화된 것까지 다양하며 무작위 코일, 몰텐 글로불 응집체 또는 대규모 다중 도메인 단백질의 유연한 링커를 포함한다. 이들은 때때로 구상 단백질, 섬유상 단백질, 막 단백질과 함께 별도의 단백질 부류로 간주된다.

## 같이 보기
- 단백질
- 구상 단백질
- 섬유상 단백질